# آنیک کران
آنیک کران (آلمانی: Annike Krahn؛ ۱ ژوئیه ۱۹۸۵) بازیکن زن فوتبال اهل کشور آلمان است.
وی در پست مدافع میانی برای تیم‌های بایر لورکوزن و تیم ملی آلمان بازی می‌کند.

## پیشه

### باشگاهی
کران بازی فوتبال را از سن چهار سالگی آغاز کرد. او برای باشگاه‌های وستفالیا وایتما ۰۹، اس. وی والدسرند لیندن و تی.او. اس هارپن و همین‌طور واتن‌شاید در ردهٔ جوانان و پیش از ملحق شدن به اف سی آر ۲۰۰۱ دویسبورگ
در سال ۲۰۰۴ بازی کرده‌است. او پنج بار نایب قهرمانی بوندس‌لیگا را با تیم دویسبورگ بدست آورده‌است که شامل چهار فصل پیاپی از سال ۲۰۰۵ تا ۲۰۰۸ بوده‌است. او جام حذفی فوتبال آلمان را با این تیم بدست آورده‌است. او همچنین با تیم دویسبورگ برندهٔ لیگ قهرمانان اروپا زنان شده‌است. در مرحلهٔ انتخابی لیگ قهرمانان اروپا در مقابل گلاسگو سیتی و در تاریخ اوت ۲۰۱۰ رباط متقاطع جلویی در زانوی چپ وی پاره شد و باعث شد تا او تمامی فصل ۱۱–۲۰۱۰ بوندس لیگا را از دست بدهد. پس از آن در فصل ۱۲–۲۰۱۱ او دویسبورگ را پس از ۸ سال ترک کرد.
او قراردادی دوساله با پاری سن ژرمن در تاریخ ۲۰ ژوئیه ۲۰۱۲ به امضا رساند و اعلام کرد که در پایان فصل ۱۵–۲۰۱۴ این تیم را ترک خواهد کرد. کران در آغاز فصل ۱۶–۲۰۱۵ به تیم لورکوزن پیوست.

### بین‌المللی
در سال ۲۰۰۴ کران همراه با تیم آلمان نایب قهرمان جام ملتهای اروپا زیر ۱۹ سال زنان شد و پس از آن در همان سال همراه با تیم ملی آلمان قهرمان جام جهانی فوتبال زنان زیر ۲۰ سال شد. او کار خود را در تیم بزرگسالان آلمان با انجام یک بازی دوستانه در مقابل تیم استرالیا و در ژانویه ۲۰۰۵ آغاز کرد. جام جهانی فوتبال زنان ۲۰۰۷ اولین تورنمنت مهمی بود که آنیک در آن حضور میافت. در ابتدا او به عنوان بازیکن ذخیره بود و در مرحلهٔ گروهی پس از آسیب دیدن بازیکن کهنه‌کار این تیم زاندرا مینرت در مقابل تیم انگلیس به بازی آمد. او در کنار کرستین اشتیگمان، آریان هینگست و لیندا برزونیک خط دفاعی آلمان را تشکیل می‌داد که این خط دفاعی بدون دریافت حتی یک گل‌کار خود را در این تورنومنت به پایان رساند.
یک سال پس از آن او همراه با تیم آلمان به مدال برنز المپیک ۲۰۰۸ دست یافت.
آنک با تیم ملی آلمان هفتمین عنوان قهرمانی مسابقات زنان جام یوفا این کشور را در سال ۲۰۰۹ بدست آورد. او برای حضور در جام جهانی فوتبال زنان ۲۰۱۱ به تیم ملی فراخوانده شد.

#### گل‌های بین‌المللی
Scores and results list Germany's goal tally first:
| گل‌های کران برای تیم ملی آلمان | گل‌های کران برای تیم ملی آلمان | گل‌های کران برای تیم ملی آلمان | گل‌های کران برای تیم ملی آلمان | گل‌های کران برای تیم ملی آلمان | گل‌های کران برای تیم ملی آلمان | گل‌های کران برای تیم ملی آلمان            |
| #                             | تاریخ                         | مکان                          | حریف                          | گلها                          | نتیجه                         | رقابت                                    |
| ----------------------------- | ----------------------------- | ----------------------------- | ----------------------------- | ----------------------------- | ----------------------------- | ---------------------------------------- |
| ۱.                            | ۲۲ سپتامبر ۲۰۰۷               | ووهان، چین                    | کرهٔ شمالی                     | ۳–۰                           | ۳–۰                           | جام جهانی فوتبال زنان ۲۰۰۷               |
| ۲.                            | ۱ نوامبر ۲۰۰۷                 | وولندام، هلند                 | هلند                          | ۱–۰                           | ۱–۰                           | مسابقات زنان جام یوفا-انتخابی ۲۰۰۹       |
| ۳.                            | ۲۹ مه ۲۰۰۸                    | کاسل، آلمان                   | ولز                           | ۳–۰                           | ۴–۰                           | مسابقات زنان جام یوفا-انتخابی ۲۰۰۹       |
| ۴.                            | ۲۷ اوت ۲۰۰۹                   | تامپره، فنلاند                | فرانسه                        | ۲–۰                           | ۵–۱                           | مسابقات زنان جام یوفا ۲۰۰۹               |
| ۵.                            | ۲۶ اکتبر ۲۰۱۳                 | کپر، اسلوونی                  | اسلوونی                       | ۴–۰                           | ۱۳–۰                          | مسابقات جام جهانی فوتبال زنان ۲۰۱۵(یوفا) |

Source:

## افتخارات

### باشگاهی
اف سی آر ۲۰۰۱ دویسبورگ
- جام حذفی فوتبال آلمان: قهرمان 2008–09, ۲۰۰۹–۱۰, نایب قهرمان 2006–07
- لیگ قهرمانان اروپا زنان: قهرمان ۲۰۰۸–۰۹

### بین‌المللی
- جام جهانی فوتبال زنان: قهرمان سال ۲۰۰۷
- مسابقات زنان جام یوفا: قهرمان ۲۰۰۹, ۲۰۱۳
- المپیک: مدال برنز ۲۰۰۸
- جام جهانی فوتبال زنان زیر ۲۰ سال: قهرمان سال ۲۰۰۴
- جام ملتهای اروپا زیر ۱۹ سال: نایب قهرمان جام ملتهای زیر ۱۹ سال زنان ۲۰۰۴

### انفرادی
- برگ بوی نقره ای: ۲۰۰۷